# Ketapangia
Ketapangia là một chi bướm đêm thuộc họ Gracillariidae.

## Các loài
- Ketapangia leucochorda  (Meyrick, 1908)
- Ketapangia regulifera  (Meyrick, 1933)